# Cantharocybe
Genre
Espèces de rang inférieur
- Cantharocybe gruberi

Cantharocybe est un genre monotypique de la famille des Pleurotaceae

## Liste des espèces du genre Cantharocybe
- Cantharocybe gruberi